# Servando Rocha
Servando Germán Rocha Pérez (Santa Cruz de la Palma, 1974) es un editor, escritor y ensayista español. Fundó y dirige la editorial La Felguera, que tiene sede en Madrid.

## Biografía
Servando Rocha es un especialista de los movimientos de vanguardia y de la contracultura europea y americana. Ha publicado numerosos ensayos sobre movimientos artísticos del underground como la Internacional situacionista o The Angry Brigade.
En 1996 fundó el Colectivo de Trabajadores Culturales La Felguera, muy unido a la escena punk y contracultural de entonces. Bajo este nombre se publicó un fanzine y se realizaron numerosas acciones de carácter contracultural y de agitación entre el arte y la política. Hasta la fecha, La Felguera, como publicación bajo el sobrenombre de «la revista más comprometida del mundo», ha visto la luz en doce ocasiones. El fanzine se convirtió en una publicación de referencia en España. Sin embargo, sus editores, a partir del año 2004, se dedicarían a la labor editorial, hasta que en febrero de 2011 se disolvió como grupo de agitación mediante un comunicado titulado «Los trabajadores culturales desaparecen. Ahora los agentes secretos están en todas partes». La Felguera Editores se presenta como una sociedad secreta de espías literarios. Su catálogo «indaga en las mejores experiencias y fenómenos culturales de las últimas décadas, tanto en su calidad a la hora de revelar secretos como en su cualidad transgresora.»
Servando Rocha también participa como músico en grupos de rock. Durante nueve años fue batería de la banda Muletrain.
Además de varios ensayos, Rocha ha publicado una novela en 2009, Mirad a vuestros verdugos, «inspirada en el atentado de un grupo anarquista contra la furgoneta de la BBC que tenía que retransmitir la final de Miss Mundo en 1969».
Su último libro es La Facción Caníbal. Historia del Vandalismo Ilustrado, «un libro lleno de esos hilos que unen unos nombres con otros, unos lugares con otros, unos rostros con otros. El arte, el terror y el radicalismo político unidos por un mismo rito, la historia de la fascinación del arte por el terror, desde Jack el Destripador y los disturbios de Londres hasta el punk y los atentados contra las Torres Gemelas». Se trata de una narración coral, con una gran presencia del rock and roll y todo tipo de teorías oscuras y de la disidencia cultural a partir de la fascinación del arte por el crimen. De este modo, ha llegado a decirse que la obra, en realidad, es «un artefacto incendiario, un mecanismo de detonación». Así, «asesinos en serie y sucesos horribles han ejercido una turbadora atracción en artistas, músicos, poetas, cineastas… Repasamos el inquietante influjo de personas como Myra Hindley en una cultura que remueve en la sangre y en las más bajas pasiones».
Alguna de sus obras se han publicado en otros países, como Nos estamos acercando. La historia de Angry Brigade, que en 2013 publicó la editorial francesa L´Échappée.
Tanto sus propias obras como las de la Editorial que dirige, han generado un intenso debate. Los seguidores de Anonymous, por ejemplo, han sido vinculados a la Editorial, al basarse en «manuales de guerrilla de la comunicación, textos anarquistas y situacionistas, el catálogo completo de la editorial La Felguera y cualquier documento filtrado por Wikileaks»
En la actualidad, Servando Rocha trabaja en la historia de un grupo de motoristas negros estadounidenses. y colabora como columnista en distintos periódicos y revistas.
En febrero de 2014, publicó un libro sobre la relación entre Kurt Cobain y el escritor William Burroughs (Nada es verdad, todo está permitido), publicado por Alpha Decay en el que se dan cita nombres, personajes y fenómenos heterógeneos que tienen que ver con la contracultura, la desviación, la literatura underground y el rock and roll. El libro ha sido calificado como un «libro hipnótico». Se trata, según la prensa especializada, de un «ensayo fascinante que, al más puro estilo de Greil Marcus en ‘Rastros de Carmín’, ofrece una historia alternativa y paralela del siglo XX a través de las conexiones, muchas veces invisibles, que se producen entre elementos alejados y sólo reunidos por el azar. […] Para Servando Rocha todo está permitido (sólo faltaría) y saca jugo fresco para más de 300 páginas que se consumen como el más adictivo de los estimulantes. El resultado es absorbente, abriendo de paso la puerta a pensar el siglo XX de manera distinta a como creíamos que fue.»..
En el 2015 publicó el ensayo El Ejército Negro. Un bestiario oculto de América, sobre la banda de motoristas negra más longeva de la historia, los Dragones de la Bahía del Este de Oakland, fundados en 1959, al mismo tiempo que trazaba una historia secreta del salvaje oeste negro. Por esta obra recibió el premio al mejor libro de ensayo por el Gremio de Libreros de Madrid por «su razonable equilibrio entre rigor científico, calidad literaria y novedad del tema elegido”. Posteriormente publicó La Horda. Una revolución mágica, una ambiciosa novela que incluye ensayos y epistolarios y que trata de sociedades secretas, rosacruces y anarquistas a través de los tiempos. Algunas cosas oscuras y peligrosas. El libro de la máscara y los enmascarados (2019) es un extenso ensayo sobre la máscara, los enmascarados, el rostro, la invisibilidad y lo clandestino y prohibido, que dio lugar a una exposición sobre el libro en el Centro de Cultura Contemporánea de Barcelona bajo el título "La máscara nunca miente". Rocha fue uno de los comisarios. En "Todo el odio que tenía dentro" (2021) retrata las pandillas, la violencia suburbial y la figura del antiguo boxeador, legionario y delincuente Dum Dum Pacheco. Su último libro es *De fuego cercada. Geografía secreta de Madrid", un ensayo inclasificable y ambicioso, psicogeográfico, sobre Madrid.  
Ha prologado a autores como Hakim Bey, Alan Moore, William S. Burroughs, Jon Savage o Aleister Crowley, entre otros.[cita requerida]

## Publicaciones
- De fuego cercada. Geografía secreta de Madrid, Alianza editorial, 2024.
- Todo el odio que tenía dentro, La Felguera editores, 2021.
- Algunas cosas oscuras y peligrosas. El libro de la máscara y los enmascarados, La Felguera editores, 2019.
- La Horda. Una revolución mágica, 2017.
- El Ejército Negro, La Felguera, 2015.
- Nada es verdad, todo está permitido. El día que Kurt Cobain conoció a William Burroughs, Alpha Decay, 2014.
- La facción caníbal. Historia del vandalismo ilustrado, La Felguera Ediciones, 2012.
- Mirad a vuestros verdugos, La Felguera Ediciones, 2009.
- Nos estamos acercando. Historia de Angry Brigade, La Felguera Ediciones, 2008.
- Agotados de esperar el fin. Subculturas, estéticas y políticas del desecho, Virus Editorial, 2008.
- Historia de un incendio. Arte y revolución en los tiempos salvajes: de la Comuna de París al advenimiento del punk, La Felguera Ediciones, 2006.
- Los días de furia. Contracultura y lucha armada en los Estados Unidos (1960-1985). De los Weathermen, John Sinclair y los Yippies al Black Panther Party y los Motherfuckers, La Felguera Ediciones, 2004.